# جون تيكسيرا
جون تيكسيرا هو فنان قتال مختلط برازيلي، ولد في 18 نوفمبر 1986 في ماكابا في البرازيل.

## وصلات خارجية
- جون تيكسيرا على موقع يو إف سي (الإنجليزية)
- جون تيكسيرا على موقع بيلاتور (الإنجليزية)
- جون تيكسيرا على موقع شيردوغ (الإنجليزية)
- جون تيكسيرا على موقع IMDb (الإنجليزية)